# Rúgios

Situação de Rogalândia na Noruega, lugar de procedência dos rúgios

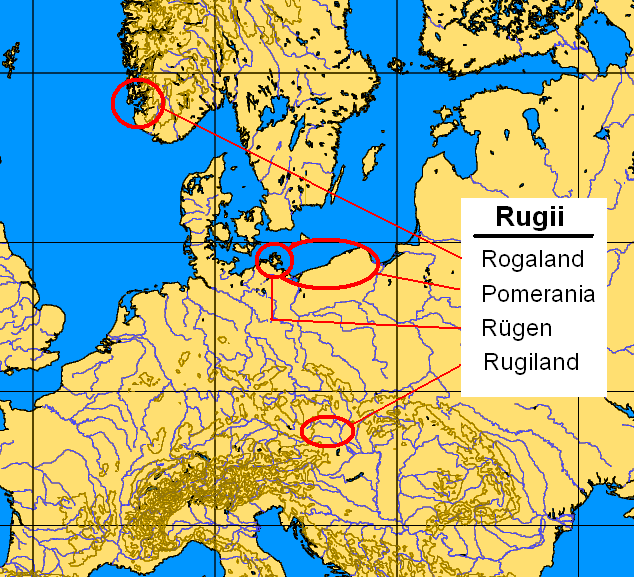
Áreas de assentamento dos Rúgios: Rogalândia, Pomerânia (século I), Rugilândia (século V); Rúgia (período incerto)

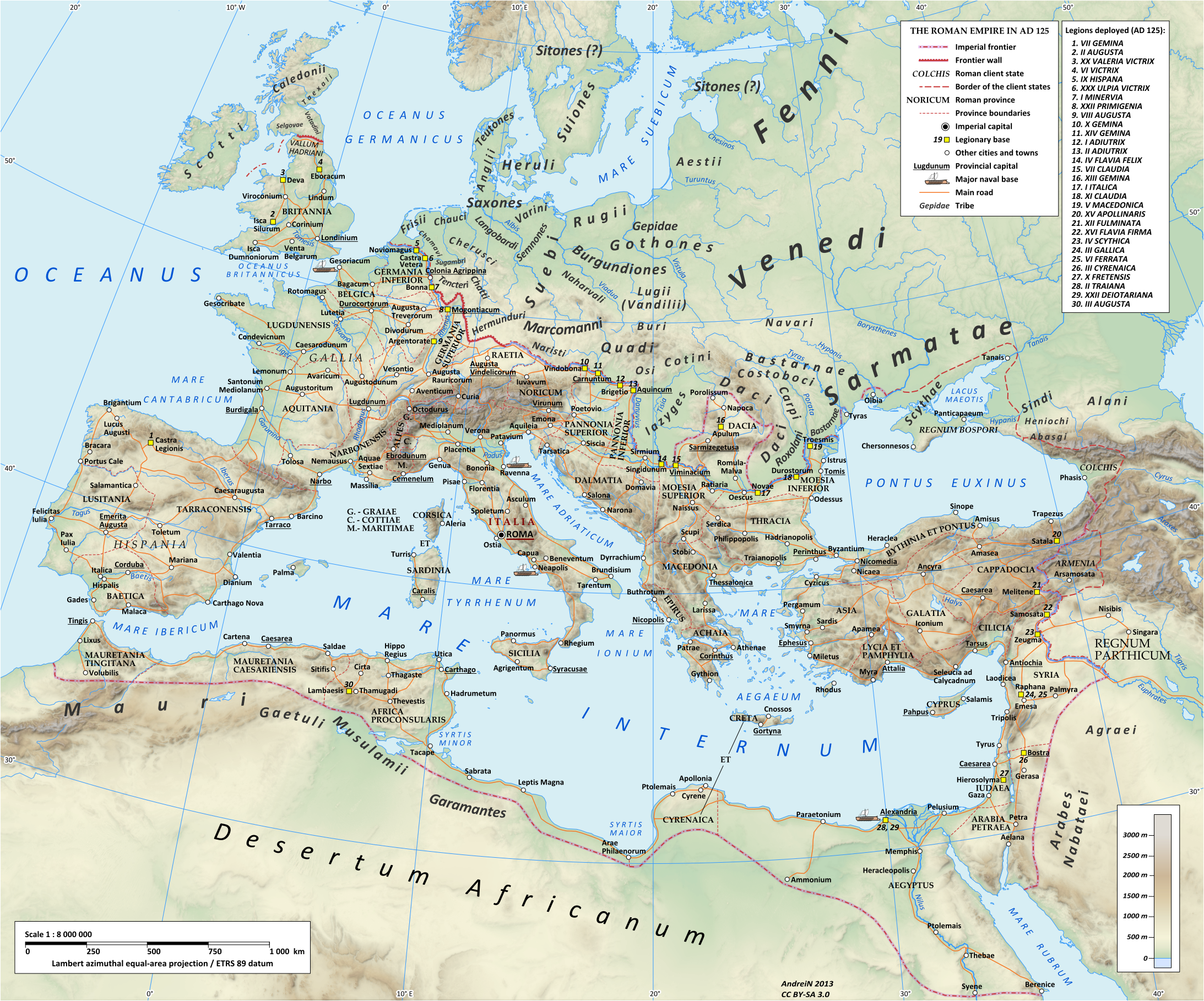
Mapa do Império Romano, indicativo das tribos que habitavam a Europa, no ano de 125, mostrando a localização dos Rúgios, que habitavam próximos aos Lemovianos

Os rúgios eram uma tribo germânica cuja origem remonta à região de Rogalândia no sul da Noruega, significando literalmente 'terra enrugada', devido ao relevo acidentado dos fiordes noruegueses. Do século III a.C. até fins do século I a.C., a população desta área migra para o sul em busca de áreas mais quentes, devido ao abaixamento das temperaturas da Europa deste período. Estabelecem-se na ilha de úgia, no mar Báltico, dando seu nome ao lugar. Fixam-se também na costa do mar Báltico, hoje Polônia.
A tribo é primeiramente mencionada pelo escritor romano Tácito no século I, em seu livro Germânia. Segundo Tácito, os rúgios habitavam a costa do mar Báltico entre os rios Vístula e Oder, eram vizinhos a leste dos godos e utilizavam escudos redondos e espadas curtas. Existe um grande intervalo de registro histórico, com os rúgios citados após Tácito somente no século V a.C.. No entanto, podem-se supor indiretamente alguns eventos. Pressionado por guerras contra os godos no fim do século I, os rúgios deslocaram-se para o sul, para a região do Danúbio e dos Cárpatos entre os anos 200 e 300. Em 390, tornaram-se vassalos dos hunos invasores, junto a outros povos germânicos, como os ostrogodos. Convertem-se ao cristianismo ariano. Em 451, participaram, ao lado de Átila, na invasão à Gália e na Batalha dos Campos Cataláunicos (fonte Sidônio). Após a morte de Átila, em 454, ocorre a Batalha do Rio Nedao, onde uma federação de povos germânicos derrotou os hunos e alcançou a independência.

## Reino Nórico
Uma parte da nação rugia separou-se e foi aceita dentro do Império Romano do Oriente, onde prestou serviços militares ao imperador em Constantinopla. Outros se juntaram a Odoacro no golpe final contra o Império Romano do Ocidente em 476. Outra parte, entretanto, recebeu a província romana de Nórica, para assentamento e lá criam um reino após a fragmentação do império. Este reino, chamado de Reino Nórico (Regnum Noricum), nas margens do Danúbio, nas áreas que hoje são Áustria e Hungria, recebeu o nome de Rugilândia. Neste período, se consideravam aliados do poder romano, entretanto sofreram ataques de nações germanas estrangeiras. Esta pressão motiva o rei rúgio Flaciteu a desejar passagem e migração para a Península Itálica, dentro das fronteiras do império. Para isso, necessita de permissão de passagem do Reino Ostrogótico da Panónia (hoje Hungria) que negaram passagem e os ameaçaram.
Os rúgios, sob seu rei Flaciteu, se uniram a outras tribos germânicas e atacaram o Reino Ostrogótico em 469, onde foram derrotados. Sentindo-se cercados pelos ostrogodos, que controlavam as vias para a Itália, Feleteu, filho de Flaciteu casou-se com a princesa ostrogoda Gisa. Isto causou uma divisão na família real rugia, com o irmão de Feleteu, Ferderuco, então governador de Vindobona (Viena) se opondo. Neste momento vê-se a atuação de São Severino, uma latino vindo do Império Romano do Oriente.
Eram tempos de desintegração econômica, administrativa e militar, após o desaparecimento da autoridade imperial romana. Existia fome. São Severino auxiliou a população rugia e romana de Nórica, principalmente no rio Danúbio, na divisa do reino, em suas pelejas contra os alamanos, hérulos e turíngios além-fronteira.
Em um evento distinto, a população romana de Nórica moveu-se para a cidade independente de Lauríaco para escapar dos impostos e imposições do rei rúgio Feleteu. Este, por temer que esta população se junte aos alamanos e demais povos além-fronteira, e desejar a retomada dos tributos dessa população, moveu-se para Lauríaco com a intenção de forçá-los a ir para cidades controladas pelo reino. São Severino interveio e convenceu Feleteu a permitir a volta dos romanos para suas próprias cidades. Estabeleceu-se uma aliança entre Feleteu e São Severino. Com a morte de São Severino em 482, Ferderuco, irmão de Feleteu, saqueou os mosteiros de São Severino próximos a Vindobona.
Dois anos depois, em 484, Ferderuco foi morto por vingança por Frederic, filho de Feleteu. Esse ato agravou a relação do reino Rúgio com o reino da Itália comandado pelo germano Odoacro. Odoacro temia uma invasão rugia em seu reino, sabendo que o imperador bizantino Zenão incentivou Feleteu a mover-se nessa direção. A relação entre o reino da Itália, teoricamente vassalo ao Império Romano do Oriente, estava deteriorando-se desde anos anteriores. Odoacro tomou a iniciativa e atacou o Reino Rúgio em 487 (fonte Paulo Diácono, cap.I.xix). Em uma batalha no atual monte Kahlenberg em Viena, derrotou-os. Levou o rei Feleteu e a rainha Gisa prisioneiros para Ravena, onde foram posteriormente executados. Frederic, filho de Feleteu, tentou uma reorganização do reino, mas foi derrotado por Onulfo, irmão de Odoacro, em 488.

## Entrada na Península Itálica
As campanhas de Odoacro em Nórica deixaram a região devastada. Onulfo transferiu a população romana do Danúbio para a Península Itálica em 488, enquanto Frederico e os rúgios derrotados também se moveram em direção a leste. Chegando a Novas (moderna Svishtov), província da Mésia Secunda, nos Bálcãs, se uniram aos ostrogodos sob comando de Teodorico em sua marcha para a invasão da Itália em 489, em aliança com o imperador Zenão.
O hérulo Odoacro foi o alvo das forças ostrogodas e rugias, com o incentivo imperial. Ao entrar na Itália, os rúgios foram inicialmente assentados em Pavia e responsáveis pela proteção da Ligúria. Em 491, Frederico se rebelou contra Teodorico, durante o ataque a Ravena e se aliou ao general Tufa, de Odoacro. O motivo foram os maus tratos à população romana por Teodorico durante a guerra, que os rúgios tinham como amigos desde os anos do reino em Nórica.
No entanto, Frederico morreu em 492. Os rúgios então voltaram a aliar-se a Teodorico. Encerrou-se a dinastia real rugia. Em 492, Teodorico derrotou Odoacro e iniciou o domínio da Itália pelos ostrogodos. Na Itália, sob o governo ostrogodo, os rúgios mantiveram sua identidade nacional (fonte Procópio) por meio de banimento de casamentos inter-étnicos e de possível separação geográfica dos assentamentos ostrogodos. Em 541, durante invasão da Itália pelo Império Bizantino, ordenada pelo imperador Justiniano e dirigida pelo general Belisário, a morte do rei ostrogótico Ildibaldo deixou o trono vago. Neste momento, Erarico, um rúgio, foi proclamado rei dos rúgios e ostrogodos. Este movimento ousado dos vassalos rúgios teve o consentimento de Belisário, como condição para aceitação de uma trégua na guerra, e também dos ostrogodos por falta de um sucessor entre os seus para indicação. Porém, seu governo foi curto. Uma facção ostrogoda desconfiou da fidelidade de Erarico e assassinou-o cinco meses depois, declarando Tótila novo rei ostrogodo. Os rúgios continuaram sob governo ostrogodo até a derrota final do reino ostrogodo para o Império Bizantino em 553. Deste momento em diante, cessaram os registros históricos de ambos os povos. Sua população mesclou-se na história medieval com a população autóctone romano-italiana.

## Registros dos rúgios em Rogalândia
Existe um registro nas sagas nórdicas de um rei rúgio, Erling Skjalgsson, que viveu em torno do ano 1000, em Rogalândia. É o único rei rúgio (Rygekongen) presente nas sagas. Isto mostra a permanência de população rugia na terra original de Rogalândia em períodos posteriores à migração ao sul do século III a.C.. Neste período, dos viquingues, a região era chamada de Rygjafylke (pron. Rugia-fulke). Seus dialetos do norueguês antigo eram: Dalarne, Jaerderen, Ryfylke.

## Outros Registros
- Com a derrota de Átila e seus aliados na Batalha dos Campos Cataláunicos em 451, alguns rúgios que não retornam aos Cárpatos se juntam aos anglos e saxões na conquista anglo-saxã da Inglaterra. A participação de rúgios nesta invasão, em torno do ano 450, é registrada por Beda, monge inglês do século VII, denominando-os ruginos (Rugini).
- Existe o argumento de que os letões descendem em alguma proporção dos rúgios e que o nome de sua capital Riga, teria vindo de Rúgia.

## Reis rúgios
- Flaciteu (r. 451–475)
- Feleteu, filho de Flaciteu (r. 475–487)
- Frederico, filho de Feleteu (r. 487–492)
- Erarico, rei ostrogodo-rúgio (r. 541)